# Lenguas macro-gunwiñwanas
| Kungarakany Gaagudju Maningrida | Gunwinyguan East Arnhem Marran |

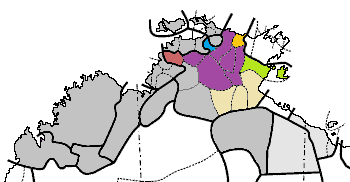
Lenguas de Arnhem

Las lenguas macro-gunwiñguanas (o también macro-gunwinyguanas, o lenguas de Arnhem) son una familia lingüística propuesta de lenguas aborígenes australianas habladas a lo largo de parte oriental de la Tierra de Arnhem en el norte de Australia. su relación interna ha sido demostrada a través de la morfología comparada de las inflexiones verbales.

## Lenguas de la familia

### Clasificación interna
Rebecca Green (2004) reconstruyó los paradigmas de 28 verbos del proto-Arnhem. Las lenguas incluidas por Green en clasificación es la siguiente, aunque solo Green acepta el manningrida como una rama demostrada:
- Maningrida (ver)
- ? Arnhem oriental: Wubuy (Nunggubuyu), Ngandi, Anindilyakwa (Enindhilyagwa)*
- ? Márrico: Marra, Warndarrang, ?Yugul*
  - ?Alawa*
  - ?Mangarrayi
- Kungarakany
- Gagudju
- ? Gunwiñguano (Gunwinyguano propiamente dicho)
  - Gunwínggico: Kunwinjku (Gunwinggu, Bininj Gun-wok), Kunbarlang
  - Jawoyn (Djauan)
  - Dalabon (Ngalkbun)
  - Jala (Rembárngico): Rembarrnga, Ngalakgan
  - Warráyico: Waray, Uwinymil

Esta clasificación es cercana a la que Evans (1997) propuso bajo el nombre de Gunwinyguano (cf. su propuesta diferente llamada lenguas de Tierra de Arnhem.)
Se ha argumentado que el marra, el warndarrang, el alawa y el mangarrayi constituye una subfamilia márrica con un tiempo de diversificación considerable. Heath (1990) demostró la validez filogenética de una familia de Arnhem orientalformada por el ngandi, el nunggubuyu y el enindhilyagwa, que se añadió más tarde. Sin embargo, Green (2003) argumenta que solo el maningrida ha sido bien fundamentado como subgrupo filogenético y que las relaciones de las otras lenguas deben considerarse solo como provisionales y pendientes de clarificación. El yangmánico que alguna vez fue incluido en el gunwinyguano, ha sido exlucido del grupo en las clasificaciones más recientes.

### Relaciones con otros grupos
Nicholas Evans (1997) propone que estas lenguas están relacionadas con las lenguas pama-ñunganas en una familia que él denomina familia macro-pama-ñungana, pero esta propuesta no puede considerarse como firmemente establecida por el momento. En 2003, Evans propuso también que este grupo estaría relacionado con las lenguas Daly orientales

## Descripción lingüística
Muchas de estas lenguas tienen una distinción fortis-lenis en las consonantes oclusivas. Las oclusivas lenes o breves tienen un oclusión incompleta y sonorización intermitente, mientras que las oclusivas fortes o geminadas tienen una oclusión completa, y una explosión de relajación notoria además de ser sordas.